# Worth, Kent
Worth är en ort och civil parish i grevskapet Kent i sydöstra England. Orten ligger i distriktet Dover, cirka 2 kilometer söder om Sandwich och cirka 5 kilometer nordväst om Deal. Tätorten (built-up area) hade 701 invånare vid folkräkningen år 2021.